# Ett antikvariat i London
Ett antikvariat i London (engelska: 84, Charing Cross Road) är en brittisk-amerikansk film från 1987 regisserad av David Hugh Jones efter ett manus av Hugh Whitemore. Filmen bygger på den självbiografiska novellen med samma namn av Helene Hanff.

## Handling
Sann berättelse om en transatlantisk korrespondens om begagnade böcker som utvecklades till en nära vänskap.

## Rollista
- Anne Bancroft – Helene Hanff
- Anthony Hopkins – Frank Doel
- Judi Dench – Nora Doel
- Mercedes Ruehl – Kay
- Maurice Denham – George Martin
- Eleanor David – Cecily Farr
- Jean De Baer – Maxine Stuart
- Daniel Gerroll – Brian
- Wendy Morgan – Megan Wells
- Ian McNeice – Bill Humphries
- J. Smith-Cameron – Ginny
- Connie Booth – damen från Delaware
- Tony Todd – byggarbetare

### Svensk version
Den svenska versionen var en så kallad "radiodubbning", det vill säga att filmen visades textad på TV medan en dubbad version med bland annat Sven Lindberg, Catrin Westerlund och Gunnel Broström i huvudrollerna sändes via radio.